# Slepý hodinář
Slepý hodinář: zázrak života očima evoluční biologie (anglicky The Blind Watchmaker: Why the Evidence of Evolution Reveals a Universe without Design) je kniha Richarda Dawkinse z roku 1986, ve které vysvětluje a obhajuje evoluci pomocí přirozeného výběru. Také se snaží odpovídat na kritiku jeho předchozí knihy Sobecký gen.

## Obsah
V titulu knihy odkazuje na analogii s hodinářem, kterou ve své knize Natural Theology prezentoval William Paley. Více než padesát let před publikací O původu druhů Charlese Darwina Paley tvrdil, že složitost žijících organismů je důkazem existence božského stvořitele, a přirovnával to k hodinkám: Když vidíme hodinky, ihned nás napadne, že za nimi stál inteligentní stvořitel (hodinář). Dawkins ale přírodní výběr přirovnává ke slepému hodináři, který sice dokázal vytvořit něco tak složitého jako člověka, ale přitom to nebyl jeho cíl – přírodní výběr nemá na mysli žádný účel, neplánuje do budoucnosti.
Na začátku se snaží ukázat rozdíl mezi vývojem složitosti čistou náhodou a náhodným vývojem spojeným s kumulativním výběrem. To znázorňuje pomocí počítačové simulace umělé selekce v programu, který se také jmenuje The Blind Watchmaker (nyní jsou podobné programy dostupné jako open source). Dále v knize vysvětluje principy evoluce (převážně přírodního výběru). Snaží se čtenáře přesvědčit, že darwinismus je jedinou známou teorií, která je v principu schopna vysvětlit záhadu naší existence, a argumentuje proti různým nedarwinovským pojetím evoluce nebo vzniku složitého života.
Na konci knihy předkládá argument proti existenci Boha: „Chceme-li předpokládat existenci božské síly, která je schopna vytvořit veškerou organizovanou složitost tohoto světa (...), musela být v první řadě neobyčejně složitá už ona božská síla.“ To nazývá postulováním složitosti bez nabídnutí vysvětlení.